# Impacto en el cine por la pandemia de COVID-19

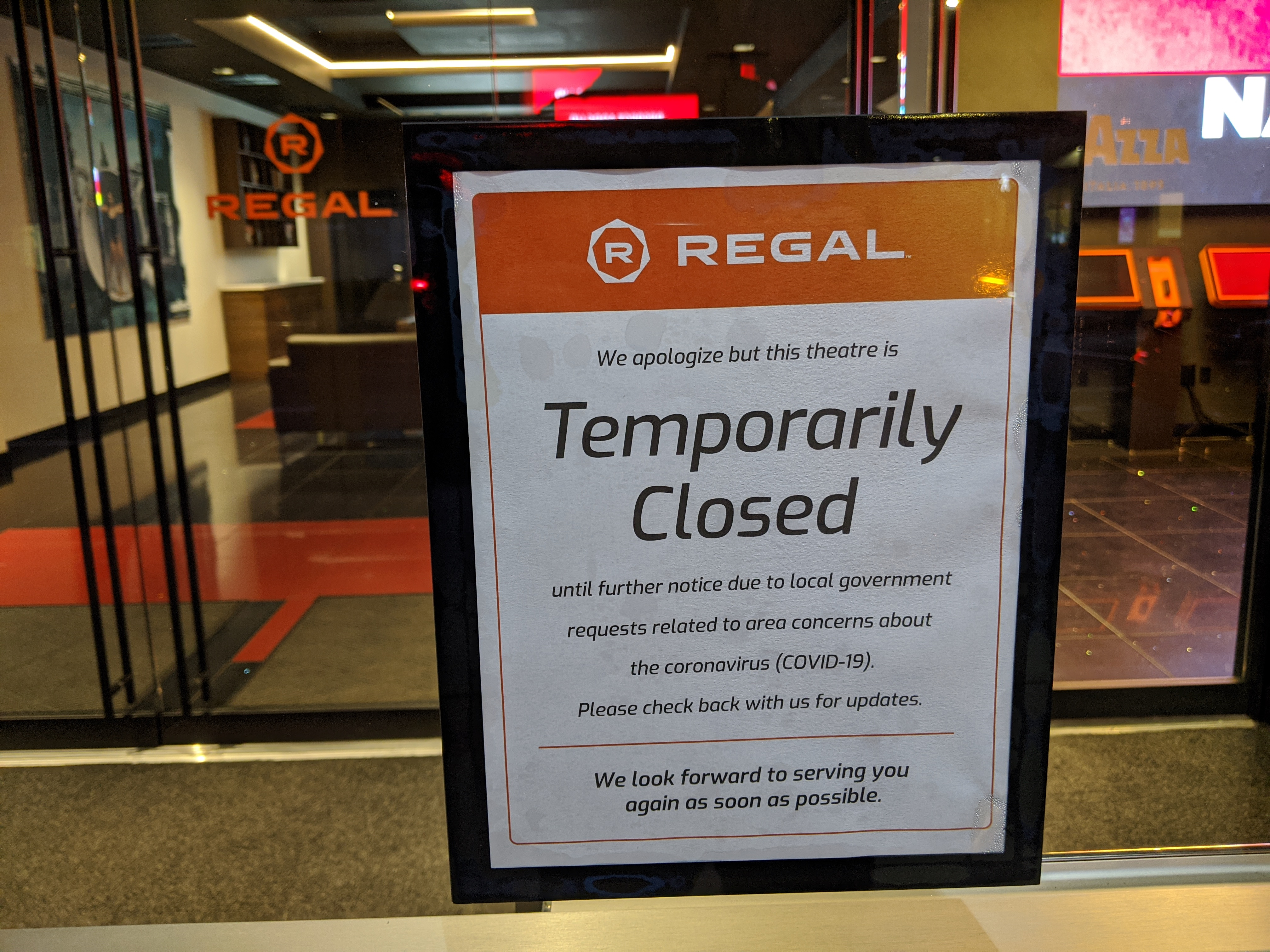
Letrero en la puerta de un cine Regal de Nueva York cerrado en marzo de 2020.

La pandemia de COVID-19 ha tenido un impacto sustancial en la industria del cine. En todo el mundo y en diversos grados, los cines y las salas de cine se han cerrado, los festivales se han cancelado o pospuesto, y los estrenos de películas se han trasladado a fechas futuras o se han retrasado indefinidamente. Cuando los cines y las salas de cine cerraron, la taquilla global cayó en miles de millones de dólares, mientras que el streaming se hizo más popular. El stock de las salas de cine cayó dramáticamente. Muchos éxitos de taquilla originalmente programados para ser lanzados entre marzo y diciembre fueron pospuestos o cancelados en todo el mundo, y las producciones cinematográficas también se detuvieron. Se han pronosticado pérdidas masivas en la industria.
La industria cinematográfica china había perdido US$2 mil millones en marzo de 2020, después de haber cerrado todos sus cines durante el período del Año Nuevo Lunar que sustenta a la industria en toda Asia. Estados Unidos tuvo su fin de semana de taquilla más bajo desde 1998 entre el 13 y el 15 de marzo.

## Taquilla

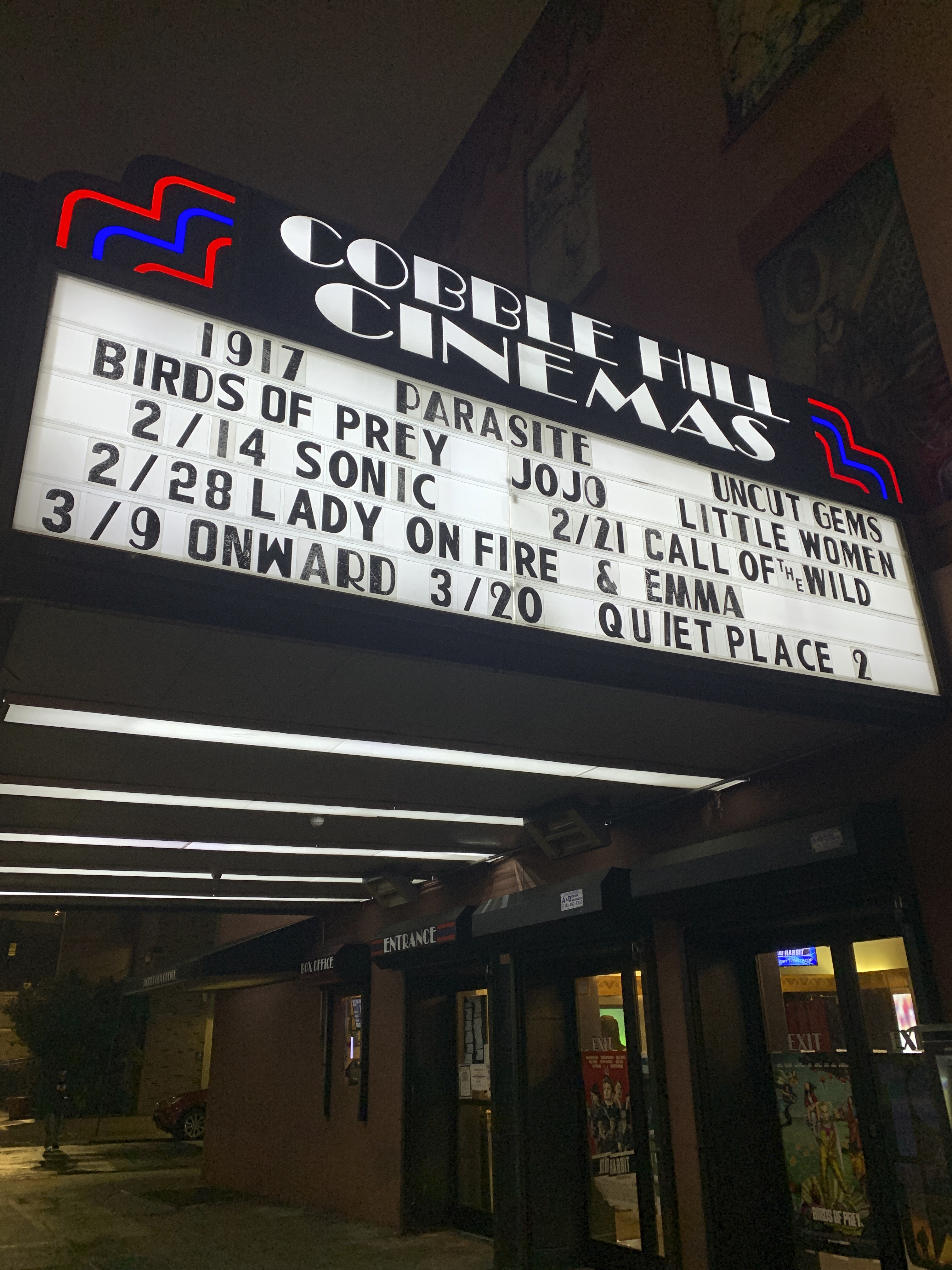
Un cine de Brooklyn que anuncia sus proyecciones en febrero de 2020; A Quiet Place Part II se retiró posteriormente del estreno.

A principios de marzo de 2020, se predijo que la taquilla global podría perder US $ 5 mil millones como resultado de la pandemia.
Los países que son puntos calientes de pandemia tienen salas de cine cerradas o restringidas, lo que afecta negativamente los ingresos de las películas. La asistencia también ha sido menor en otras regiones. Después de la pandemia en China continental, 70,000 cines se cerraron en enero de 2020. En los primeros dos meses de 2020, la taquilla de China bajó a US $ 3,9 millones, en comparación con los US $ 2.148 mil millones en los primeros dos meses de 2019. Más tarde, como resultado de la pandemia en Italia, el 8 de marzo de 2020, el gobierno italiano ordenó el cierre de todos los cines por hasta un mes. Antes del cierre, el seguimiento de la taquilla estimó una caída del 94% para el fin de semana del 6 al 8 de marzo en comparación con el mismo período del año anterior. Debido a la creciente pandemia en Francia, los cines están operando a la mitad de su capacidad, dejando asientos estratégicos no disponibles para reducir la proximidad en las pantallas, un movimiento seguido días después por la cadena de cine irlandés e irlandés del norte, Omniplex Cinemas. El 12 de marzo, Catar también cerró todos los cines, como lo hizo Estados Unidos el 17 de marzo, y el Reino Unido el 20 de marzo.
El porcentaje de pérdidas de taquilla (fuera de China continental) del 3 de enero al 3 de marzo de 2020 es: 70-75% en Italia, 60% en Corea del Sur, 35% en Hong Kong, Filipinas y Singapur, y 30% en Taiwán. Se proyectó que la taquilla de Los Ángeles, un mercado clave de películas y una columna vertebral económica local, caería un 20% en abril de 2020 en comparación con sus cifras de 2019, según el estado de emergencia declarado en el condado a principios de marzo de 2020. A pesar del estado de emergencia, como las pantallas individuales dentro de las salas de cine no tienen capacidad para más de 1,000 personas, se les otorgó una exención de la prohibición de reuniones públicas masivas en California. Un representante de la Asociación Nacional de Propietarios de Teatro para California y Nevada anunció que los teatros permanecerían abiertos; Históricamente, las salas de cine han permanecido abiertas durante otras emergencias similares. Sin embargo, una encuesta de estadounidenses durante el primer fin de semana de marzo mostró su apoyo al cierre de salas de cine. El 15 de marzo, Deadline informó que más de 100 salas de cine en los EE. UU. Habían cerrado, algunas debido a decisiones locales y otras debido a la incapacidad de mantenerlas abiertas sin demanda; el 17 de marzo, con restricciones nacionales a las reuniones sociales, los cines en los Estados Unidos cerraron. Sin embargo, los teatros de autoservicio, donde los clientes permanecen en sus propios autos, no se cerraron y rápidamente volvieron a ganar popularidad.
El primer fin de semana de marzo tuvo una taquilla dramáticamente más baja que el mismo fin de semana en 2019. El fin de semana inaugural de marzo de 2019 vio el lanzamiento del Capitana Marvel, que solo ganó más de US $ 153 millones a nivel nacional ese fin de semana, en comparación con la película más grande del fin de semana de 2020, Onward, con alrededor de US $ 39 millones. El próximo fin de semana se registró el menor ingreso total de taquilla en los Estados Unidos desde octubre de 1998, con menores porcentajes de caída que el fin de semana después del 11 de septiembre, a US $ 55,3 millones. Onward, vio la mayor caída de fin de semana a fin de semana de cualquier película de Pixar, ganando $ 10.5 millones, aunque todavía era la película más grande del fin de semana y la única en ganar más de $ 10 millones. El 19 de marzo, Walt Disney Studios y Universal Pictures anunciaron que ya no reportarían cifras de taquilla.

## Planificación

### Premios
Dos ceremonias de premiación de la academia se llevaron a cabo después de que el coronavirus se generalizó: los 45° Premios César el 28 de febrero y el 43° Premio de Cine de la Academia de Japón el 6 de marzo. La ceremonia del Premio de la Academia Japonesa se llevó a cabo el 6 de marzo. Sin embargo, la ceremonia se realizó sin invitados ni periodistas. La 40.ª entrega de los Golden Raspberry Awards inicialmente tenía lugar según lo previsto el 14 de marzo de 2020. Sin embargo, finalmente fue cancelado. Los ganadores de la ceremonia fueron anunciados en el canal de YouTube Razzies el 16 de marzo.
Los premios International Indian Film Academy Awards, planeados para el 27 de marzo, fueron cancelados, mientras que la ceremonia David di Donatello de la Academia Italiana se pospuso de abril a mayo. La ceremonia de logros de toda la vida del American Film Institute para honrar a Julie Andrews se retrasó de abril al verano. Los Premios del Programa Royal Television Society en Londres se llevarán a cabo solo con los nominados y los representantes de RTS. Los Premios Platino 2020 también fueron pospuestos.
Los premios Kids 'Choice Awards de Nickelodeon fueron pospuestos después de haber sido programados previamente para el 22 de marzo de 2020; Un portavoz dijo que la compañía "tendrá más información sobre una nueva fecha en el futuro".
Los Premios Juno de 2020, un evento de premios de música canadiense, se canceló el 12 de marzo de 2020, tres días antes de su presentación programada.

### Festivales
Se han cancelado o pospuesto múltiples festivales y eventos.
Los aplazamientos incluyen el Festival Documental de Salónica, que debió comenzar el 5 de marzo y se reprogramó para junio de 2020; el Festival Internacional de Cine de Beijing, planeado para abril de 2020 y pospuesto indefinidamente; el Festival Internacional de Cine de Praga, que se trasladó desde finales de marzo hasta algún momento posterior en 2020; el Festival de Cine de Bentonville, programado del 29 de abril al 2 de mayo y se mudó a agosto; el Festival Internacional de Cine de Estambul, programado del 10 al 21 de abril y pospuesto para una fecha posterior en 2020; y Tribeca Film Festival también pospuso su edición de 2020. El Cinequest Film & Creativity Festival, un festival de dos semanas en marzo, experimentó poca asistencia durante su primera semana y pospuso su segunda semana hasta agosto de 2020. El 20º Festival de Cine de Beverly Hills programado del 1 al 15 de abril se pospone indefinidamente. El Festival de Cine de Verano Metro Manila 2020, originalmente programado del 11 al 21 de abril, también fue pospuesto después de que se anunció la decisión de colocar a Metro Manila en cuarentena comunitaria.
Los eventos cancelados incluyen el Festival Internacional de Cine Suizo y el Foro sobre Derechos Humanos, planeados para principios de marzo; el Festival Internacional de Cine del Mar Rojo, que se celebraría por primera vez en marzo de 2020; el South by Southwest (SXSW), de marzo de 2020, que habría incluido proyecciones de películas; el BFI Flare: Festival de Cine LGBTIQ+ de Londres de 2020; el Festival Slimefest de Nickelodeon; el evento de prensa de lanzamiento europeo de Disney+; Upfronts (venta de espacios publicitarios por adelantado) y presentaciones de programas de Fox Broadcasting Company; Qumra, la conferencia internacional de directores del Instituto de Cine de Doha; Hong Kong Filmart, un gran evento del mercado cinematográfico; la CinemaCon 2020 de la Asociación Nacional de Propietarios de Teatro; y el festival de televisión de la serie Mania de Lille. La 22.ª edición de Ebertfest y la 44.ª edición del Festival Internacional de Cine de Cleveland se cancelaron. El festival de cine global de Nueva Jersey, Garden State Film Festival, programado del 25 al 29 de marzo, canceló su festival abierto al público con sede en Asbury Park, sin embargo, continuará con el calendario original en un formato en línea de transmisión en vivo en tiempo real.
El Festival de Cine de Cannes 2020 envió invitaciones el 6 de marzo, a pesar de que Francia implementó límites en las reuniones públicas más allá de las fechas programadas; los festivales de televisión de Cannes Canneseries y MIPTV decidieron no participar, sin embargo, con la reprogramación de Canneseries para octubre y MIPTV canceló su evento. El 19 de marzo, el Festival de Cannes anunció que no se puede celebrar en las fechas programadas, del 12 al 23 de mayo. Se consideran varias opciones para preservar su funcionamiento, la principal es un simple aplazamiento, en Cannes, hasta finales de junio-principios de julio de 2020.
Dentro de la industria, se sugiere que después de contener la pandemia y reprogramar los eventos importantes, los eventos y festivales comerciales menos importantes pueden eliminarse de forma más permanente de los calendarios de la industria, para permitir que ocurran eventos más importantes, ya que pueden considerarse innecesarios si sus cancelaciones no sienten un gran efecto y facilitan las finanzas de la industria cuando entra en una recesión provocada por las pérdidas causadas por el coronavirus.

### Películas

#### Estrenos en salas de cine
El 22 de enero, el éxito de taquilla chino Lost in Russia canceló su estreno en salas de cine y fue enviado a plataformas de streaming. Se puso a disposición para ver de forma gratuita, una medida que se dice que alienta a las personas a mirarla y quedarse en casa. Al día siguiente, todos los teatros de cine en China fueron cerrados. El 31 de enero, Enter the Fat Dragon también se estrenó en línea. Lost in Russia fue transmitido por 180 millones de cuentas en los primeros tres días después de su lanzamiento; La película más taquillera de China (y la película no inglesa más taquillera de la historia) fue Wolf Warrior 2 de 2017, que había vendido un total de 159 millones de entradas en todo el mundo. A principios de febrero, las películas estadounidenses que se estrenaron en China en febrero y marzo fueron canceladas oficialmente. Las compañías de medios chinas comenzaron a hacer más películas gratis en línea hasta enero. Los mercados asiáticos también vieron a los distribuidores de películas de China y Hong Kong cancelar las exportaciones durante el feriado del Año Nuevo Lunar, incluidas las películas Vanguard, Detective Chinatown 3, The Rescue y Legend of Deification; la película taiwanesa Do You Love Me As I Love You tuvo su lanzamiento asiático trasladado a abril. Los cines en países asiáticos sin restricciones públicas han aumentado las medidas de higiene, y el portavoz de una cadena dijo que agregaron más dispensadores de desinfectante de manos, realizaron controles de temperatura en el personal y los espectadores, limpiaron las instalaciones con mayor frecuencia y mostraron advertencias de salud pública en las pantallas de cine. El feriado del Año Nuevo Lunar es un gran mercado para estrenos de películas en Asia, pero se retrasó en 2020 cuando el brote comenzó a extenderse rápidamente durante este período.
A principios de marzo, la película de James Bond Sin tiempo para morir, que se estrenó en marzo de 2020 y se estrenará en abril de 2020, se pospuso para noviembre. Sin tiempo para morir fue la primera película en cambiar su lanzamiento planeado fuera de China debido al brote de coronavirus, y ha abierto discusiones sobre implicaciones dramáticas en la economía del cine: muchas otras producciones habían evitado programar estrenos al mismo tiempo que la película 25 de Bond, y su nueva fecha de noviembre está en el ocupado período de lanzamiento de días festivos, lo que lleva a un bajo consumo de taquilla en marzo / abril y un consumo incierto en noviembre. Sin embargo, el aplazamiento podría generar más publicidad para la película, y también está tomando el espacio familiar de lanzamiento de noviembre de las últimas dos películas de Bond. También se ha sugerido que otras películas de alto perfil seguirán y pospondrán lanzamientos, creando un efecto similar. Varias otras películas pronto siguieron para posponer sus lanzamientos en todo el mundo: la película polaca fuertemente promovida W lesie dziś nie zaśnie nikt (Nadie duerme en el bosque esta noche) se pospuso del 13 de marzo a algún punto en el futuro cuando la situación se resolviera, y el documental político Slay the Dragon tuvo su estreno en cines movido del 13 de marzo al 3 de abril.
Peter Rabbit 2 inicialmente se estrenaría en el Reino Unido y los EE. UU. a fines de marzo y principios de abril, respectivamente, pero debido a la incertidumbre sobre el brote, la película se pospuso hasta principios de agosto. Sony Pictures, la productora de la película, dijo que los cambios a nivel internacional se debieron a los temores del coronavirus, con el lanzamiento en EE. UU. sincronizado por las preocupaciones de las copias piratas y porque la película infantil rival de DreamWorks/Universal, Trolls World Tour había cambiado su fecha de lanzamiento antes, para el mismo fin de semana Peter Rabbit 2 fue planeado inicialmente para su lanzamiento. La reprogramación avanzada de Trolls World Tour lo lleva a lo que habría sido el fin de semana de Sin tiempo para morir (ambos son distribuidos por Universal), y lo deja como la película más grande en abril.
Otras películas grandes han pospuesto estrenos en ciertos países. La película de Disney/Pixar Onward, lanzada el primer fin de semana de marzo, no se estrenó en las áreas más afectadas por el brote de coronavirus; Si bien los cines se cerraron en China, también se eligió no abrir en Corea del Sur, Italia o Japón. Otros lanzamientos de marzo de 2020 como A Quiet Place Part II y Mulan también pospusieron sus lanzamientos en las áreas afectadas. Esto provocó la preocupación de que, en caso de que los estrenos de las películas de marzo tengan un rendimiento inferior, los éxitos de taquilla que se lanzarán en mayo (específicamente Black Widow de Disney/Marvel y F9 de Universal) cambiarían sus fechas más adelante en el calendario. Mulan no se estrenó en China, donde pretendía obtener la mayor parte de su ganancia, siendo especialmente preocupante, teniendo la posibilidad de que aparezcan copias piratas y evite que los chinos lo vean en los cines cuando se lance. Comparativamente, A Quiet Place Part II no había anticipado un gran estreno chino, ya que la taquilla del primer A Quiet Place en el país era solo el 10% de su total.
El 12 de marzo de 2020, se anunció que el lanzamiento global de A Quiet Place Part II se retrasaría, en base a consejos y políticas generalizadas contra grandes reuniones de personas. El mismo día, el lanzamiento de la película india Sooryavanshi, que inicialmente estaba programada para estrenarse el 24 de marzo, se pospuso indefinidamente y el lanzamiento de F9 se retrasó hasta abril de 2021. El estreno de Mulan en Londres el 12 de marzo se llevó a cabo sin alfombra roja, y el 13 de marzo se anunció que el lanzamiento de la película se pospondrá; Disney también pospuso los lanzamientos de Antlers y The New Mutants, pero no Black Widow. Se especula que esto se debe a que las otras películas son independientes, mientras que Black Widow, la primera película del Universo cinematográfico de Marvel: Fase 4, afectaría el desarrollo y la distribución del futuro del Universo cinematográfico de Marvel y las obras de Marvel Disney+, con la participación de Disney en un anuncio de aplazamiento temprano hasta el 17 de marzo, cuando Disney pospuso Black Widow y sus otros lanzamientos de mayo, The Personal History of David Copperfield y The Woman in the Window. Aunque anteriormente se había especulado que Black Widow podría tomar la fecha de lanzamiento de Marvel para noviembre prevista para The Eternals, inicialmente no se le dio una nueva fecha.
El 19 de marzo de 2020, Universal y Illumination anunció que Minions: The Rise of Gru había sido retirado de su fecha de lanzamiento prevista del 3 de julio de 2020, no solo por la pandemia sino también por el cierre temporal de su estudio de animación Illumination Mac Guff, impactado por la pandemia, que dejaría la animación de la película sin terminar si llegara a su fecha original.

#### Comunicados de prensa locales
La película de 2019 Frozen II se planeó originalmente para lanzarse en Disney+ el 26 de junio de 2020, antes de que se moviera hasta el 15 de marzo. El CEO de Disney, Bob Chapek, explicó que esto se debió a los "poderosos temas de perseverancia de la película y la importancia de la familia, mensajes que son increíblemente relevantes". El 16 de marzo de 2020, Universal anunció que The Invisible Man, The Hunt, Emma, todas las películas en los cines en ese momento, estarán disponibles bajo demanda a partir del 20 de marzo a un precio sugerido de US$19,99 cada una. Trolls World Tour recibirá el mismo trato, estando disponible tanto en los cines como bajo demanda a partir de su lanzamiento el 10 de abril en los Estados Unidos y el 20 de abril a nivel internacional. Después de sufrir una taquilla pobre desde su lanzamiento a principios de marzo, Onward se puso a disposición para su compra digital el 21 de marzo y se agregará a Disney+ el 3 de abril. Anunciado el 20 de marzo, Sonic the Hedgehog también planea tener un lanzamiento anticipado a VOD, el 31 de marzo.

## Producciones
Las producciones cinematográficas en las zonas claves del brote (predominantemente China, Corea del Sur e Italia) han cambiado sus horarios, han cambiado de ubicación o se han cerrado por completo. Sony Pictures cerró sus oficinas en Londres, París y Polonia después de que se pensó que un empleado había estado expuesto al virus. El Sindicato de Guionistas de Estados Unidos y el SAG-AFTRA han cancelado todas las reuniones en persona. El Hengdian World Studios en Dongyang, China, ha cerrado indefinidamente. Los estudios filipinos Star Cinema, Regal Entertainment y Cinema One Originals también suspendieron el rodaje de sus películas, a partir del 15 de marzo, fue promulgado el mismo día de la cuarentena en Metro Manila y Cainta, Rizal.
Varias películas chinas y de Hong Kong han dejado de producirse, incluida Blossoms, la próxima película dirigida por Wong Kar-wai, que se proyectaría en Shanghái; La próxima película de Jia Zhangke, que planeaba comenzar a filmarse en China en abril, pero se suspendió hasta al menos la próxima primavera, con Zhangke diciendo que incluso podría reescribir el guion; y Polar Rescue, una película de Donnie Yen, que cerró la producción hasta fin de año.
Una de las primeras producciones importantes en detenerse fue la de Mission: Impossible 7, que se estaba filmando en Venecia, Italia, cuando la tripulación fue enviada a casa y los sets se quedaron atrás. Después de que el actor Tom Hanks se infectara con el coronavirus, la película biográfica de Elvis Presley en la que estaba trabajando en Queensland, Australia, se cerró, y todos en la producción se pusieron en cuarentena. La productora Warner Bros. comenzó a trabajar con los servicios de salud pública de Australia para identificar a otras personas que pudieron haber estado en contacto con Hanks y su esposa Rita Wilson, quienes habían estado actuando en lugares como la Ópera de Sídney poco antes de que ambos obtuvieran resultados positivos. La película de Marvel Studios Shang-Chi and the Legend of the Ten Rings, que también se rodó en Australia, tuvo su primera producción de la unidad suspendida temporalmente el 12 de marzo debido a que el director Destin Daniel Cretton se aisló a sí mismo mientras esperaba los resultados de coronavirus, prueba que resultó negativa. Posteriormente, el 22 de marzo, Marvel suspendió oficialmente la producciones de todas sus películas y series de streaming.

### Impacto en las producciones

#### Suspendidas
- Avatar: The Way of Water
- Avatar 3
- Batman[65]
- El contador de cartas[66]
- Cenicienta[67]
- Elvis
- El Perdonado[68]
- Jurassic World: Dominion
- Rey Ricardo
- El último duelo
- The Matrix Resurrections[69]
- Medianoche en el Switchgrass[70]
- Misión: Imposible 7[71]
- Callejón de la pesadilla
- El hombre del norte[72]
- Competencia oficial[73]
- El baile de graduación[74]
- Alerta roja[75]
- Samaritano[76]
- Shang-Chi y la leyenda de los Diez Anillos
- Venganza[77]

#### Retrasadas
- Hermanos
- Animales fantásticos 3
- Pedernal fuerte
- Geechee[78]
- Solo en casa
- La sirenita
- El hombre de Toronto
- El ruiseñor
- Peter Pan y Wendy
- Santuario
- Encogido
- Desconocido[79]

## Estrenos teatrales retrasados o cancelados
La siguiente es una lista de películas que han cancelado sus lanzamientos teatrales, lo que resulta en un método alternativo de lanzamiento, así como películas con lanzamientos retrasados.

### Canceladas
- Mulan - El estreno en IMAX el 27 de marzo se canceló y se lanzó en Disney+ el 4 de septiembre de 2020.
- Beastie Boys Story - El lanzamiento de IMAX el 3 de abril de 2020 se canceló y se lanzó en Apple TV+ el 24 de abril de 2020.[80]
- Black Widow - Su estreno será el 9 de julio en Disney+ con Premier Access
- Luca - Estaba programada para el 18 de junio y no fue estrenada en los cines, su estreno fue el mismo día por Disney+.
- Enter the Fat Dragon - Estrenada en línea.
- Perdido en Rusia: estreno teatral cancelado y enviado a streaming.
- The Lovebirds: el estreno teatral se canceló y se lanzó en Netflix el 29 de mayo de 2020.[81]
- ¡Scooby!: el estreno teatral se canceló y se lanzó en plataformas VOD el 15 de mayo de 2020.
- Artemis Fowl: el estreno teatral se canceló y se lanzó en Disney+ el 12 de junio de 2020.
- The SpongeBob Movie: Sponge on the Run: el estreno teatral se canceló y se lanzará en plataformas VOD y CBS All Access en enero de 2021, y en Netflix el 5 de noviembre de 2020.
- Crayon Shin-chan: Crash! Rakuga Kingdom and Almost Four Heroes: el estreno teatral se canceló y se lanzará en plataformas VOD 2020
- Doraemon: Nobita's New Dinosaur: el estreno teatral se canceló y se lanzó en Crunchyroll y TV Tokio 7 de agosto de 2020
- Detective Conan: The Scarlet Bullet: el estreno teatral se canceló y se lanzará en Crunchyroll y plataformas VOD abril de 2021.
- Onward: el estreno teatral se canceló únicamente desde el 16 de marzo y se lanzó el 20 de marzo en plataformas digitales en iTunes & Prime Video y también, a inicios de abril en Disney+
- Pokemon la pelicula Coco el estreno teatral se canceló y se lanzó en plataformas VOD el 25 de diciembre de 2020.
- Gintama The Final el estreno teatral se canceló y se lanzó en Crunchyroll y TV Tokio el 9 de enero de 2021.
- Soul - El estreno teatral para 19 de junio de 2020, sin embargo, debido al cierre indefinido de cines, se retrasó hasta 20 de noviembre de 2020, y ahora, se canceló el estreno teatral y se lanzará en Disney+ el 25 de diciembre de 2020. No obstante, se estrenará en los cines a principios de 2024 después de ser lanzado de forma digital.
- Carrera: el estreno teatral se canceló y se lanzó en Hulu el 20 de noviembre de 2020.
- Greyhound: el estreno teatral se canceló y se lanzó en Apple TV+ el 20 de noviembre de 2020.
- Raya and the Last Dragon: el estreno teatral era para el 25 de noviembre de 2020 y estrenará hasta el 12 de marzo del 2021 en Disney+
- The Matrix 4: el estreno teatral era para el 1 de abril del 2022 en HBO Max.
- Given: el estreno teatral era para el 3 de febrero del 2021 en Crunchyroll.
- Tom y Jerry: el estreno teatral era para el 5 de marzo del 2021 en HBO Max.
- The Batman: el estreno teatral era para el 4 de marzo del 2022 en HBO Max.
- Hotel Transilvania 4: Transformanía: el estreno teatral era para el 4 de octubre de 2021 en Amazon Prime Video.
- Evangelion: 3.0+1.0 Thrice Upon a Time: el estreno teatral era para el 13 de agosto de 2021 en Amazon Prime Video.

### Retrasadas en línea
| Película                                        | Fecha de estreno original | Fecha de estreno nueva o la acción tomada                                                                                  |
| ----------------------------------------------- | ------------------------- | --- |
| 83                                              | 10 de abril de 2020       | Diciembre de 2020 |
| American Underdog: The Kurt Warner Story        | 18 de diciembre de 2020   | 10 de diciembre de 2021 |
| Antebellum                                      | 24 de abril de 2020       | 21 de agosto de 2020 |
| Antlers                                         | 17 de abril de 2020       | 21 de abril de 2020 |
| Barb and Star Go to Vista Del Mar               | 31 de julio de 2020       | 16 de julio de 2021 |
| Black Widow                                     | 1 de mayo de 2020         | 7 de mayo de 2021 (EE. UU. y el resto del mundo.)                                                                          |
| Blithe Spirit                                   | 1 de mayo de 2020         | 4 de septiembre de 2020 |
| Blithe Spirit                                   | 1 de mayo de 2020         | 4 de septiembre de 2020 |
| Bloodshot                                       | 13 de marzo de 2020       | Finales de julio de 2020 (Únicamente en China)                                                                             |
| Bob's Burgers: The Movie                        | 17 de julio de 2020       | 27 de mayo de 2022 |
| Candyman                                        | 12 de junio de 2020       | 27 de agosto de 2021 |
| The Climb                                       | 27 de marzo de 2020       | 17 de julio de 2020 |
| Connected                                       | 18 de septiembre de 2020  | 23 de octubre de 2020 |
| Cut Throat City                                 | 10 de abril de 2020       | Retrasado en el Reino Unido hasta el 21 de agosto de 2020                                                                  |
| Detective Chinatown 3                           | 24 de enero de 2020       | 12 de febrero de 2021 |
| Digimon Adventure: Last Evolution Kizuna        | 25 de marzo de 2020       | Retrasado en los Estados Unidos.                                                                                           |
| Doctor Strange en el multiverso de la locura    | 7 de mayo de 2021         | 25 de marzo de 2022 |
| Dream Horse                                     | 17 de abril de 2020       | Retrasado en el Reino Unido                                                                                                |
| Dungeons & Dragons: Honor Among Thieves         | 19 de noviembre de 2021   | 27 de mayo de 2022 |
| Elvis                                           | 1 de octubre de 2021      | 5 de noviembre de 2021 |
| Escape Room: Tournament of Champions            | 14 de agosto de 2020      | 1 de enero de 2021 |
| The Eternals                                    | 6 de noviembre de 2020    | 5 de noviembre de 2021 (Reemplazando a Shang-Chi y la leyenda de los Diez Anillos, que sería estrenado en fecha posterior) |
| F9                                              | 22 de marzo de 2020       | 2 de abril de 2021 |
| Fatale                                          | 19 de junio de 2020       | 30 de octubre de 2020 |
| Fate/stay night: Heaven's Feel III. spring song | 25 de abril de 2020       | 11 de marzo de 2021 |
| Fatherhood                                      | 15 de enero de 2021       | 2 de abril de 2021 |
| Free Guy                                        | 3 de julio de 2020        | 11 de diciembre de 2020 |
| The French Dispatch                             | 24 de julio de 2020       | 16 de octubre de 2020 |
| Ghostbusters: Afterlife                         | 10 de julio de 2020       | 11 de noviembre de 2021 |
| Grand Blue                                      | 29 de mayo de 2020        | TBA |
| The Green Knight                                | 29 de mayo de 2020        | TBA |
| Happy-Go-Lucky Days                             | 8 de mayo de 2020         | TBA |
| The Hitman's Wife's Bodyguard                   | 28 de agosto de 2020      | 20 de agosto de 2021 |
| Indiana Jones and the Dial of Destiny           | 9 de julio de 2021        | 30 de julio de 2023 |
| Infinite                                        | 7 de agosto de 2020       | 28 de mayo de 2021 |
| In the Heights                                  | 26 de junio de 2020       | 18 de junio de 2021 |
| John Wick: Chapter 4                            | 21 de mayo de 2021        | 27 de mayo de 2022 |
| Jungle Cruise                                   | 24 de julio de 2020       | 30 de julio de 2021 |
| Keep Your Hands Off Eizouken!                   | 15 de mayo de 2020        | TBA |
| King Richard                                    | 25 de noviembre de 2020   | 19 de noviembre de 2021 |
| Koko-di Koko-da                                 | 27 de marzo de 2020       | TBD |
| Legend of Deification                           | 25 de enero de 2020       | 8 de octubre de 2020 |
| Wonder Woman 1984                               | 5 de junio de 2020        | 25 de diciembre de 2020 (EE. UU.) y el resto del mundo.                                                                    |
| Minions: The Rise of Gru                        | 3 de julio de 2020        | 1 de julio de 2022 |
| My Spy                                          | 13 de marzo de 2020       | 17 de abril de 2020 |
| The New Mutants                                 | 3 de abril de 2020        | 28 de agosto de 2020 (En EE. UU.) y 3 de septiembre de 2020 (en México).                                                   |
| Sin tiempo para morir                           | 10 de abril de 2020       | 8 de octubre de 2021 |
| Peter Rabbit 2: The Runaway                     | 3 de abril de 2020        | 25 de marzo de 2021 y 3 de septiembre de 2020 (en EE. UU.).                                                                |
| Our Ladies                                      | 24 de abril de 2020       | 11 de septiembre de 2020                                                                                                   |
| A Quiet Place Part II                           | 20 de marzo de 2020       | 20 de marzo de 2021 |
| The Personal History of David Copperfield       | 8 de mayo de 2020         | Retrasado en los Estados Unidos hasta el 28 de agosto de 2020                                                              |
| Recorder: The Marion Stokes Project             | 17 de abril de 2020       | Retrasado en el Reino Unido hasta el 17 de septiembre de 2020                                                              |
| The Rescue                                      | 25 de enero de 2020       | 21 de febrero de 2021 |
| The Conjuring: The Devil Made Me Do It          | 11 de septiembre de 2020  | 4 de junio de 2021 |
| The Secret Garden                               | 3 de abril de 2020        | 14 de agosto de 2020 |
| Slay the Dragon                                 | 13 de marzo de 2020       | 3 de abril de 2020 |
| Sooryavanshi                                    | 24 de marzo de 2020       | 13 de noviembre de 2020 |
| Sonic, la película                              | 14 de febrero de 2020     | Inicios de agosto de 2020 (En China y Japón)                                                                               |
| Spiral                                          | 15 de mayo de 2020        | 21 de mayo de 2021 |
| Vanguard                                        | 25 de enero de 2020       | 30 de septiembre de 2020                                                                                                   |
| La mujer en la ventana                          | 15 de mayo de 2020        | 2021 |

## Expositores

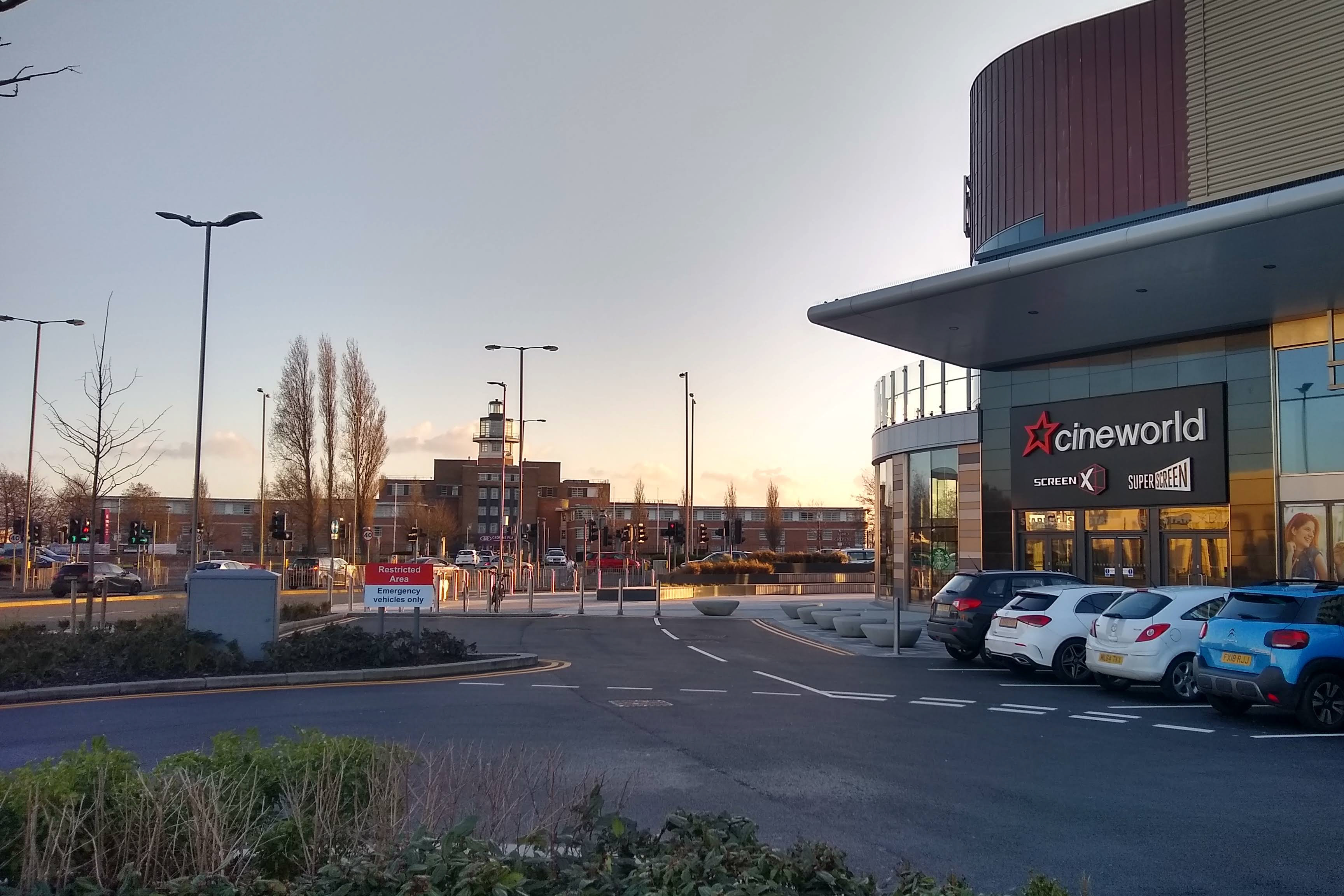
El cine Cineworld en el New Mersey Shopping Park en marzo de 2020, que funciona normalmente. Cineworld sufrió particularmente durante la pandemia.

El stock de expositores, compañías que poseen y financian exhibiciones de películas en cines y teatros, comenzó y continuó cayendo incluso cuando el mercado de valores global se recuperó. A mediados de semana, el 4 de marzo de 2020, Cinemark cayó un 0,53% y AMC un 3,5%. Ese día, Sin tiempo para morir tuvo su lanzamiento pospuesto; Para el 6 de marzo, las acciones de AMC habían caído un 30% en dos semanas. Entre el 4 y el 6 de marzo, las acciones de Cineworld cayeron un 20%, y cayeron otro 24% el 12 de marzo. Las caídas son el resultado de una combinación de cierre de salas de cine seleccionadas por AMC en Italia y la falta de confianza en el mercado creado por Sin tiempo para morir moviendo su fecha de estreno; otros nuevos lanzamientos en su fin de semana de apertura original no serán tan atractivos para los cinéfilos y podrían resultar en pérdidas financieras para las cadenas que los muestran. La compañía de publicidad en el cine National CineMedia también informó que las acciones cayeron, en un 1.25% el 4 de marzo. Para el 12 de marzo, las acciones de Cinemark, AMC y National CineMedia habían caído en más de un 35% desde principios de mes. Cineworld, que es la segunda cadena de cine más grande del mundo, advirtió el 12 de marzo, cuando varias películas retrasaron sus lanzamientos, que la interrupción prolongada y la caída continua de las acciones podrían provocar el colapso de la compañía.
En México, a mediados de febrero del 2021, la compañía de cines Cinemex fue cerrado temporalmente a las salas de forma indefinida, aún con la reapertura de cines para la reactivación económica, esto a causa a que hubo falta de estrenos y un aforo reducido en las salas. 
La BBC señaló que la popularidad de los servicios de streaming podría aumentar, especialmente si más personas están aisladas en casa, con The Guardian sugiriendo que las películas que no son éxitos de taquilla pueden enviarse a streaming más rápido de lo previsto después del lanzamiento, para captar este mercado. Una película popular que se transmitió fue Contagion de 2011, que pasó de ser la 270a película más vista de Warner Bros. en diciembre de 2019 para convertirse en su segunda película más vista en 2020 (en marzo) y entró en la cima 10 en alquileres de películas de iTunes, dice que se debe a las similitudes que tiene su historia con el brote. El stock de Netflix aumentó en 2020 el 12 de marzo. La plataforma había lanzado su serie documental original Pandemic: Cómo prevenir un brote a fines de enero de 2020. Disney+ se lanzó en India el 11 de marzo, dieciocho días antes de que se estableciera, aunque las acciones de Disney habían caído un 23% el 9 de marzo.